# Ronde van Vlaanderen 1974
De 58ste editie van de Ronde van Vlaanderen werd verreden op 31 maart 1974 over een afstand van 256 km van Gent naar Meerbeke. De gemiddelde uursnelheid van de winnaar was 41,513 km/h. Van de 154 vertrekkers bereikten er 58 de aankomst.

## Koersverloop
In het ontsnapte groepje van vier was de 22-jarige Nederlander Kees Bal zijn medevluchters te vlug af en won met een kleine voorsprong. Walter Godefroot die derde eindigde werd gediskwalificeerd voor doping.

## Hellingen
| - Oude Kwaremont - Oude Kruisens - Taaienberg | - Eikenberg - Volkegemberg - Varent | - Muur |

## Uitslag
| Rang | Renner            | Land      | Ploeg              | Tijd     | Opmerking                       |
| ---- | ----------------- | --------- | ------------------ | -------- | ------------------------------- |
| 1    | Kees Bal          | Nederland | Gan-Mercier        | 6h10'00" |                                 |
| 2    | Frans Verbeeck    | België    | Watneys-Maes       | op 19"   |                                 |
| 3    | Walter Godefroot  | België    | Flandria-Carpenter | z.t.     | gediskwalificeerd wegens doping |
| 3    | Eddy Merckx       | België    | Molteni            | z.t.     |                                 |
| 4    | Eric Leman        | België    | Mic-Ludo           | z.t.     |                                 |
| 5    | Marc Demeyer      | België    | Flandria-Carpenter | z.t.     |                                 |
| 6    | Gerben Karstens   | Nederland | Bic                | z.t.     |                                 |
| 7    | Rik Van Linden    | België    | IJsboerke-Colner   | z.t.     |                                 |
| 8    | Patrick Sercu     | België    | Brooklyn           | z.t.     |                                 |
| 9    | Wilfried Wesemael | België    | Mic-Ludo           | z.t.     |                                 |
| 10   | Walter Planckaert | België    | Watneys-Maes       | z.t.     |                                 |

1913 · 
1914 · 
1915 · 
1916 · 
1917 · 
1918 · 
1919 · 
1920 · 
1921 · 
1922 · 
1923 · 
1924 · 
1925 · 
1926 · 
1927 · 
1928 · 
1929 · 
1930 · 
1931 · 
1932 · 
1933 · 
1934 · 
1935 · 
1936 · 
1937 · 
1938 · 
1939 · 
1940 · 
1941 · 
1942 · 
1943 · 
1944 · 
1945 · 
1946 · 
1947 · 
1948 · 
1949 · 
1950 · 
1951 · 
1952 · 
1953 · 
1954 · 
1955 · 
1956 · 
1957 · 
1958 · 
1959 · 
1960 · 
1961 · 
1962 · 
1963 · 
1964 · 
1965 · 
1966 · 
1967 · 
1968 · 
1969 · 
1970 · 
1971 · 
1972 · 
1973 · 
1974 · 
1975 · 
1976 · 
1977 · 
1978 · 
1979 · 
1980 · 
1981 · 
1982 · 
1983 · 
1984 · 
1985 · 
1986 · 
1987 · 
1988 · 
1989 · 
1990 · 
1991 · 
1992 · 
1993 · 
1994 · 
1995 · 
1996 · 
1997 · 
1998 · 
1999 · 
2000 · 
2001 · 
2002 · 
2003 · 
2004 · 
2005 · 
2006 · 
2007 · 
2008 · 
2009 · 
2010 · 
2011 · 
2012 · 
2013 · 
2014 · 
2015 · 
2016 · 
2017 · 
2018 · 
2019 · 
2020 · 
2021 · 
2022 · 
2023 · 
2024
Lijst van beklimmingen